# キタドジョウ
キタドジョウ（北泥鰌、Misgurnus chipisaniensis）は、やや大きくなるドジョウ科の魚である。
以前はドジョウだと思われていた個体が、2008年に別種のMisgurnus sp. (Clade A) として扱われるようになり、2017年に和名が提唱された。別種と分かった理由として、ドジョウとキタドジョウは同じ水系で混在しているため、両種間に生殖隔離が成立しており、ここから別種であることが確認された。樺太で2022年に新種記載されたMisgurnus chipisaniensis、アムール川水系から記載されたMisgurnus nikolskyiや、中朝国境地帯に生息するトマンドジョウ（Misgurnus buphoensis）とよく似ているため、キタドジョウと同じ種類である可能性があるが、論文中で比較されておらず、これからの研究が待たれる。本項目では本村 (2022) に従い、キタドジョウに対してM. chipisaniensisの学名を対応させている。

## 分布
分布は北海道、利尻島、礼文島、奥尻島、佐渡島、および青森県、秋田県、岩手県、宮城県、山形県、福島県、新潟県、群馬県、栃木県、茨城県、埼玉県、千葉県、東京都、神奈川県、長野県、富山県、石川県、福井県。ただし、分布の詳細は不明で、特に島での分布に関してはよくわかっていない。河川の中流・下流、用水路、池沼、湿原の水たまりや細流に生息する。

## 形態
全長（体長）12 - 21センチメートル。体色は黒褐色から茶褐色。口ひげは5対10本、体側には不規則な小斑点が散在し、尾鰭付け根上部に黒斑点がある。頭は細長く、尾鰭は円い。また、雄成魚の骨質板は小さく、しゃもじ状。

## 地方名
これらは混称である。
- 北海道　ホンドジョウ
- 秋田県　ドンジョ
- 岩手県　ドンジョ
- 佐渡島　ジョジョ
- 東京都　オドリコ[5]

## 利用
柳川鍋で食される。釣り餌にも利用される。飼育は比較的容易で、自然下より成長が遅くなり寿命が長くなる。一方で自然下より小柄に成長する。